# Dharmasagar, Chincholi
Dharmasagar là một làng thuộc tehsil Chincholi, huyện Gulbarga, bang Karnataka, Ấn Độ.